# حزقيال أنطونيو سافيدرا رينالدو
حزقيال أنطونيو سافيدرا رينالدو (بالإسبانية: Juan Saavedra)‏ هو لاعب رماية إسباني، ولد في 21 نوفمبر 1973 في بونتيفيدرا في إسبانيا.

## روابط خارجية
- حزقيال أنطونيو سافيدرا رينالدو على موقع Paralympic.org (الإنجليزية)
- حزقيال أنطونيو سافيدرا رينالدو على موقع Paralympic.org (الإنجليزية)
- حزقيال أنطونيو سافيدرا رينالدو على موقع اللجنة البارالمبية الإسبانية (الإسبانية)